# Euscorpius garganicus
Espèce
Synonymes
- Euscorpius carpathicus garganicus Caporiacco, 1950

Euscorpius garganicus est une espèce de scorpions de la famille des Euscorpiidae.

## Distribution
Cette espèce se rencontre en Italie dans les Pouilles, au Basilicate, en Campanie, en Molise et dans le Sud des Abruzzes et en Croatie sur Palagruža.

## Liste des sous-espèces
Selon The Scorpion Files (10/06/2020) :
- Euscorpius garganicus garganicus Caporiacco, 1950
- Euscorpius garganicus molisanus Tropea, 2017 du Nord des Pouilles, en Molise et du Sud des Abruzzes

## Systématique et taxinomie
Cette espèce a été décrite sous le protonyme Euscorpius carpathicus garganicus par Caporiacco en 1950. Elle est placée en synonymie avec Euscorpius carpathicus par Marcuzzi, Facchin Fabris et Rigatti-Luchini en 1963. Elle est relevée de sa synonymie et élevée au rang d'espèce par Tropea en 2017.

## Étymologie
Son nom d'espèce lui a été donné en référence au lieu de sa découverte, le Gargano.

## Publications originales
- Caporiacco, 1950 : Le specie e sottospecie del genere Euscorpius viventi in Italia ed in alcune zone confinanti. Atti della Accademia nazionale dei Lincei, Roma, sér. 8, vol. 2, no 4, p. 159-230.
- Tropea, 2017 : Reconsideration of some populations of Euscorpius sicanus complex in Italy (Scorpiones: Euscorpiidae). Arachnida - Rivista Aracnologica Italiana, vol. 3, no 11, p. 2-60.